# منوچهر صهبایی
منوچهر صهبایی (زاده ۱۳۲۷ در تهران) رهبر ارکستر، موسیقی‌شناس، نوازنده ابوا، که از سال ۱۳۸۶ تا ۱۳۸۸ و از مهر ماه سال ۱۴۰۲  تا اسفند ۱۴۰۳ رهبر دائم ارکستر سمفونیک تهران بود.

## رهبری ارکستر سمفونیک تهران و کنسرت‌ها
منوچهر صهبایی از دی ماه ۱۳۸۶ تا بهار ۱۳۸۸ رهبر دائمی و مدیر هنری ارکستر سمفونیک تهران بود. وی همزمان با خشونت‌های گسترده پس از انتخابات ریاست جمهوری در ایران در سال ۱۳۸۸ در کنسرت‌های با سازماندهی سفارت‌خانه‌های جمهوری اسلامی در اروپا، ارکستر سمفونیک تهران را در سلسله برنامه‌هایی در شهرهای اروپا مانند رم، بروکسل و روتردام (آخری نیمه‌تمام ماند) رهبری کرد که با اعتراضات مخالفان دولت و جنبش سبز مواجه شد. در این تور، در کنار آثار کلاسیک، یک سمفونی ساخته مجید انتظامی (به مناسبت سالگرد پیروزی انقلاب ۱۳۵۷ ایران) نیز اجرا شد. 

## توهین به شهرداد روحانی
در سوم بهمن ۱۳۹۸ و پیش از اجرایی که به دلیل کسالت شهرداد روحانی، رهبری آن به منوچهر صهبایی (به عنوان رهبر مهمان) سپرده شده بود، او طی سخنانی خطاب به حاضران مدعی شد «روحانی بدون هماهنگی با مسئولان بنیاد رودکی از ایران فرار کرده‌است».
این ادعای صهبایی با واکنش اعتراضی برخی تماشاگران سالن مواجه شد و او نیز در واکنش به اعتراض‌ها گفت: «مطرب باید بره دنبال جایی که مطربی‌اش رو انجام بده.» این سخنان با موضع‌گیری برخی نوازندگان ارکستر نیز مواجه شد و نهایتاً نوازندگان ارکستر دو قطعه را بدون رهبر ارکستر اجرا کردند و یکی از پرحاشیه‌ترین کنسرت‌های تالار وحدت برگزار شد.